# カピタティオ・ユガティオ
カピタティオ・ユガティオとは、ディオクレティアヌスにより始められたローマ帝国末期の徴税システム。食料管理量を決定づけた。

## 目的
ディオクレティアヌスによる税制改革は、恐らく287年には開始されていた。新しい徴税システムは二つの既存の徴税システム（食料貢納（アンノナ)と土地税）を組み合わせたもので、ユガティオ（耕地＝地租に相当）とカピタティオ（労働力＝人頭税に相当する）から構成される。これは帝国全体における統一した租税制度を目的としたものだった。この方法によれば、 複雑に入り組んだ耕地は異なった地区に分割され、収穫と生産性に基づいて課税されるものであった。徴税単位をユガ（Iuga）と呼び、人々はこの徴税単位に分割された。ユガの評価額は固定ではなく、属州毎に異なり、また必要とされる政府予算額によっても変動した。
国家組織全体で徴税を合理化するために、ディオクレティアヌスは全ての直接税や抵当金の利息や、個人への貸付の金利を、カピタティオ・ユガティオという単一税に集約した。帝国全体の富である巨大な土地登記を基楚とした徴税で、男性・畜獣・土地に課税した。課税額は当初5年毎に査定され、312年以降は15年毎（インディクティオ）となった。業務は次第にプラエフェクトゥス・プラエトリオ（道長官）の管掌となっていった。ラクタンティウスのように、過重な負担に不平を述べている史料もあるが、それらは主観的である。全体的には、特に東方領土で、租税収入の安定化をもたらした。
カピタティオ・ユガティオは、結局のところ、土地に農民を縛り付ける結果を招き、農奴制の成立に寄与することとなった。実際に、農民のいない耕地には課税されず、土地のない農民に対しても同様であった。ローマ政府は土地に農民の大多数を縛り付け、一方で土地を所有していない人々（商人・職人）にも課税した。コンスタンティヌス1世は、コラチオ・ルストラリス）（取引税）という新しい税制を成立させ、部分的に負担増を招いた。　また、6世紀のサーサーン朝の税制改革のモデルとなったと推測されている。

## 存続期間
カピタティオ・ユガティオは7世紀末まで残り、ユスティニアノス2世時代に無くなった。彼は前納制の徴税システムを確立した。これにより、飢饉、疫病、地震、洪水、蛮族の襲撃等の影響を受けない徴税が可能となった。当局は、見過ごすことのできないほどの非常に酷い災害に限って徴税負担を軽減しようとした。 数年間低収穫に陥り、十分な納税額を稼ぐことができなかった市民は、しばしば借金取りに対して、彼らの財産を差出すことになった。
皇帝アナスタシウスは諸税を軽減し、取引税（コラチオ・ルストラリス）を廃止した。しかし、ペルシア人からシリアとエジプトを奪回したとき、皇帝ヘラクリウスは、諸地域を再組織化すると直ぐに、これら諸地域の税金を上げる必要に迫られた。ペルシア人がこれらの地域の教会と国庫から借財して空にしてしまっていたためである。長期にわたる混乱は、シリアとエジプトの市民を疲弊させ、彼らは最早担税能力を失わせていた。財産没収などの過酷な処置を待つばかりであったエジプトとシリアの人々は、アラブの侵略者に進んで臣従したのだった。 彼らは差別的な税金を課したけれども、少なくともローマ帝国の税金より低かった。  その上アラブ人たちは、皇帝たちの宗教的な視点からすれば、逆説的ではあるが、より寛容なのだった。
ユスティニアヌス二世は地税から人頭税を切り離し、（全ての課税対象者に対して）人頭税を増税した。これにより、自由農民が増加した。 